# Odontellidae
Odontellidae is een familie van springstaarten en telt 129 beschreven soorten.

## Taxonomie
- Geslacht Afrodontella (1 soort)
- Geslacht Austrodontella (2 soorten)
- Geslacht Axenyllodes (17 soorten)
- Geslacht Caufrenyllodes (1 soort)
- Geslacht Odontella (28 soorten)
- Geslacht Odontellina (3 soorten)
- Geslacht Odontellodes (1 soort)
- Geslacht Protodontella (1 soort)
- Geslacht Pseudoxenyllodes (1 soort)
- Geslacht Stachia (2 soorten)
- Geslacht Stachiomella (6 soorten)
- Geslacht Superodontella (59 soorten)
- Geslacht Xenyllodes (7 soorten)